# T.C. Ziraat Bankası Spor Kulübü 2018-2019
Questa voce raccoglie le informazioni riguardanti il T.C. Ziraat Bankası Spor Kulübü nelle competizioni ufficiali della stagione 2018-2019.

## Organigramma societario
Area direttiva
- Presidente: Hüseyin Aydın

Area tecnica
- Allenatore: Ali Hidayetoğlu
- Secondo allenatore: Görkem İşgüzar
- Assistente allenatore: Ersin Soysal
- Scoutman: Mehmet Tuğyanoğlu

## Rosa
| N° | Nome             | Ruolo | Data di nascita  | Nazionalità sportiva |
| -- | ---------------- | ----- | ---------------- | -------------------- |
| 1  | Umut Şahin       | P     | 6 aprile 1998    | Turchia              |
| 2  | Enes Atlı        | S     | 5 novembre 1996  | Turchia              |
| 3  | Oğuzhan Doğruluk | S     | 1º gennaio 1998  | Turchia              |
| 4  | Ümit Demir       | L     | 1º ottobre 1996  | Turchia              |
| 5  | Farhad Ghaemi    | S     | 28 agosto 1989   | Iran                 |
| 6  | Michal Finger    | O     | 2 settembre 1993 | Rep. Ceca            |
| 7  | Emre Savaş       | C     | 7 marzo 1995     | Turchia              |
| 8  | Volkan Döne      | L     | 19 febbraio 1987 | Turchia              |
| 9  | Nikola Jovović   | P     | 13 febbraio 1992 | Serbia               |
| 10 | Kemal Kayhan     | C     | 2 gennaio 1983   | Turchia              |
| 11 | Burhan Zorluer   | S     | 30 luglio 1996   | Turchia              |
| 12 | Selim Demir      | P     | 2 aprile 1996    | Turchia              |
| 13 | Ahmet Baltacı    | C     | 8 giugno 1999    | Turchia              |
| 14 | Emre Tayaz       | C     | 20 marzo 1998    | Turchia              |
| 15 | Koray Şahin      | C     | 17 maggio 1993   | Turchia              |
| 17 | Fırat Filiz      | S     | 29 ottobre 1988  | Turchia              |
| 18 | Cafer Kirkit     | S     | 1º gennaio 2001  | Turchia              |
| 19 | Saber Kazemi     | O     | 24 dicembre 1998 | Iran                 |

## Statistiche

### Statistiche di squadra
| Competizione     | Punti | In casa | In casa | In casa | In trasferta | In trasferta | In trasferta | Totale | Totale | Totale |
| Competizione     | Punti | G       | V       | P       | G            | V            | P            | G      | V      | P      |
| ---------------- | ----- | ------- | ------- | ------- | ------------ | ------------ | ------------ | ------ | ------ | ------ |
| Efeler Ligi      | 34,3  | 14      | 6       | 8       | 14           | 5            | 9            | 28     | 11     | 17     |
| Coppa di Turchia | -     | 1       | 1       | 0       | 1            | 0            | 1            | 3      | 1      | 2      |
| Challenge Cup    | -     | 2       | 2       | 0       | 2            | 1            | 1            | 4      | 3      | 1      |
| Totale           | -     | 17      | 9       | 8       | 16           | 6            | 11           | 35     | 15     | 20     |

G = partite giocate; V = partite vinte; P = partite perse

### Statistiche dei giocatori
| Giocatore   | Campionato | Campionato | Campionato | Campionato | Campionato | Coppa di Turchia | Coppa di Turchia | Coppa di Turchia | Coppa di Turchia | Coppa di Turchia | Challenge Cup | Challenge Cup | Challenge Cup | Challenge Cup | Challenge Cup | Totale | Totale | Totale | Totale | Totale |
| Giocatore   | P          | PT         | AV         | MV         | BV         | P                | PT               | AV               | MV               | BV               | P             | PT            | AV            | MV            | BV            | P      | PT     | AV     | MV     | BV     |
| ----------- | ---------- | ---------- | ---------- | ---------- | ---------- | ---------------- | ---------------- | ---------------- | ---------------- | ---------------- | ------------- | ------------- | ------------- | ------------- | ------------- | ------ | ------ | ------ | ------ | ------ |
| E. Atlı     | 26         | 135        | 121        | 12         | 2          | 3                | 33               | 33               | 0                | 0                | 4             | 34            | 30            | 2             | 2             | 33     | 202    | 184    | 14     | 4      |
| A. Baltacı  | 5          | 10         | 4          | 6          | 0          | -                | -                | -                | -                | -                | -             | -             | -             | -             | -             | 5      | 10     | 4      | 6      | 0      |
| S. Demir    | 27         | 26         | 9          | 8          | 9          | 3                | 2                | 0                | 1                | 1                | 4             | 4             | 1             | 1             | 2             | 34     | 32     | 10     | 10     | 12     |
| Ü. Demir    | 13         | 0          | 0          | 0          | 0          | 2                | 0                | 0                | 0                | 0                | 2             | 0             | 0             | 0             | 0             | 17     | 0      | 0      | 0      | 0      |
| O. Doğruluk | 14         | 57         | 48         | 7          | 2          | 2                | 0                | 0                | 0                | 0                | 4             | 11            | 8             | 1             | 2             | 20     | 68     | 56     | 8      | 4      |
| V. Döne     | 28         | 0          | 0          | 0          | 0          | 3                | 0                | 0                | 0                | 0                | 4             | 0             | 0             | 0             | 0             | 35     | 0      | 0      | 0      | 0      |
| F. Filiz    | 18         | 110        | 98         | 7          | 5          | 1                | 0                | 0                | 0                | 0                | 1             | 0             | 0             | 0             | 0             | 20     | 110    | 98     | 7      | 5      |
| M. Finger   | 25         | 468        | 417        | 32         | 19         | 3                | 55               | 48               | 3                | 4                | 4             | 54            | 49            | 2             | 3             | 32     | 577    | 514    | 37     | 26     |
| F. Ghaemi   | 23         | 232        | 195        | 16         | 21         | 3                | 12               | 10               | 2                | 0                | 4             | 25            | 21            | 1             | 3             | 30     | 269    | 226    | 19     | 24     |
| N. Jovović  | 23         | 61         | 26         | 29         | 6          | 3                | 2                | 1                | 1                | 0                | 4             | 8             | 1             | 5             | 2             | 30     | 71     | 28     | 35     | 8      |
| K. Kayhan   | 9          | 18         | 11         | 2          | 5          | 2                | 4                | 2                | 1                | 1                | 4             | 7             | 4             | 3             | 0             | 15     | 29     | 17     | 6      | 6      |
| S. Kazemi   | 18         | 113        | 91         | 10         | 12         | 2                | 0                | 0                | 0                | 0                | 3             | 10            | 7             | 0             | 3             | 23     | 123    | 98     | 10     | 15     |
| C. Kirkit   | 8          | 46         | 40         | 4          | 2          | -                | -                | -                | -                | -                | -             | -             | -             | -             | -             | 8      | 46     | 40     | 4      | 2      |
| K. Şahin    | 23         | 151        | 97         | 48         | 6          | 2                | 24               | 14               | 10               | 0                | 4             | 26            | 15            | 9             | 2             | 29     | 201    | 126    | 67     | 8      |
| U. Şahin    | 12         | 4          | 2          | 0          | 2          | 1                | 0                | 0                | 0                | 0                | -             | -             | -             | -             | -             | 13     | 4      | 2      | 0      | 2      |
| E. Savaş    | 26         | 283        | 210        | 54         | 19         | 3                | 31               | 24               | 6                | 1                | 4             | 45            | 33            | 7             | 5             | 33     | 359    | 267    | 67     | 25     |
| E. Tayaz    | 15         | 40         | 26         | 13         | 1          | 1                | 0                | 0                | 0                | 0                | 2             | 6             | 5             | 1             | 0             | 18     | 46     | 31     | 14     | 1      |
| B. Zorluer  | 0          | 0          | 0          | 0          | 0          | -                | -                | -                | -                | -                | -             | -             | -             | -             | -             | 0      | 0      | 0      | 0      | 0      |

P = presenze; PT = punti totali; AV = attacchi vincenti; MV = muri vincenti; BV = battute vincenti